# Gläserzell

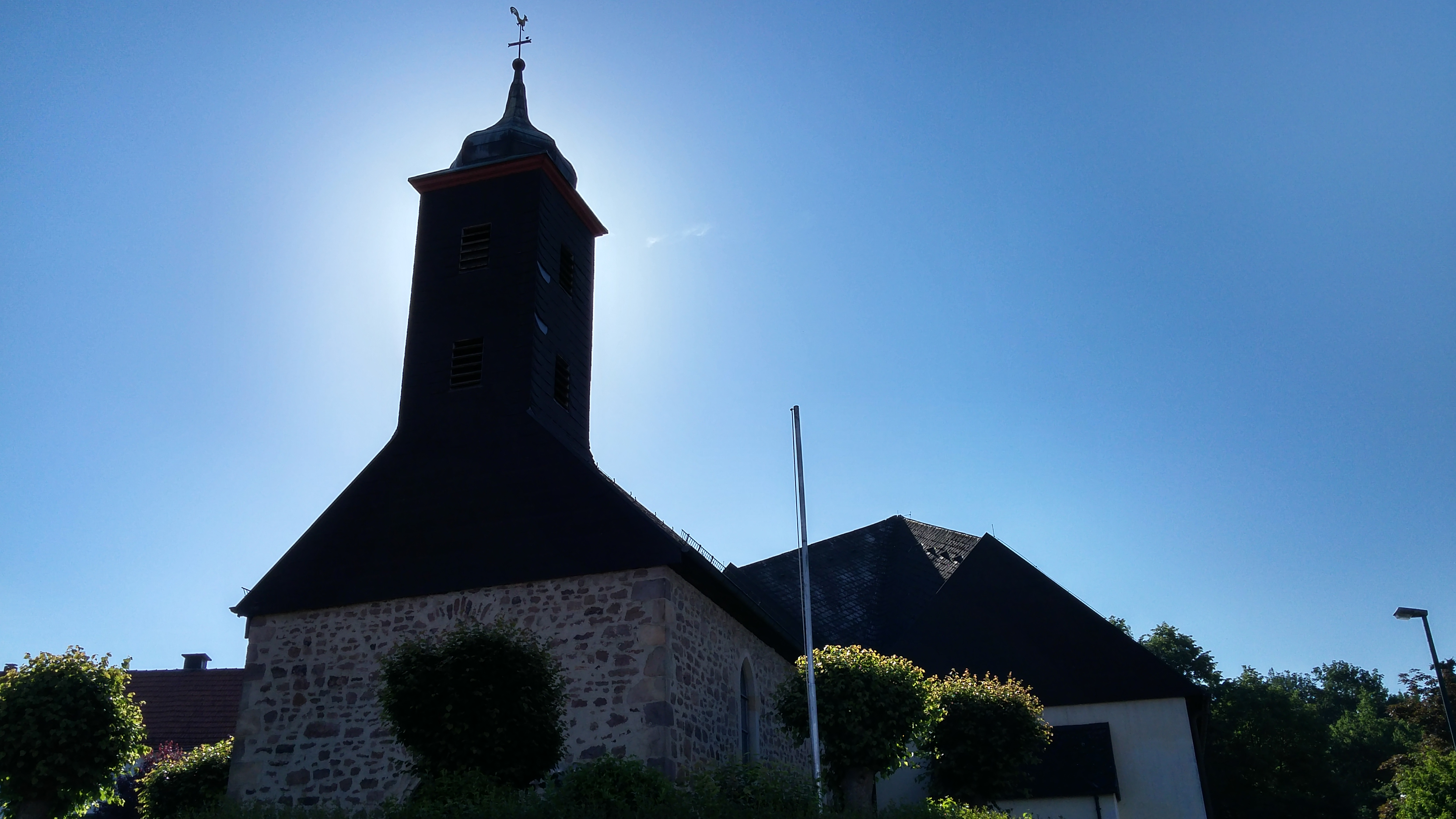
Die Kirche St. Katharina

Niederschlagsverteilung

Gläserzell (früher: Glasaricella; Bedeutung: Zelle der Glasmacher) ist ein Stadtteil der osthessischen Stadt Fulda. Der Fluss Fulda durchfließt den Stadtteil. Die Nachbarstadtteile sind im Norden der Stadtteil Kämmerzell, im Osten liegt der Aschenberg, im Westen Maberzell und im Süden Horas.

## Geschichte
Erstmals schriftlich erwähnt wurde der Ort im Jahr 927. Damals ließen sich Mönche des Klosters Fulda im Fuldatal nieder, um als Glasbrenner Glas für das Kloster herzustellen. Der Standort an der Fulda, mit sandigem Boden und von Wäldern umgeben, war ideal für die Glasherstellung. So entstand hier die Zelle der Glasmacher, die sog. „Glasericella“ oder auch „Glesercelle“. Urkundlich wurde Gläserzell das erste Mal im Jahr 956 erwähnt.
Am 1. August 1972 wurde die bis dahin selbstständige Gemeinde Gläserzell im Zuge der Gebietsreform in Hessen in die Stadt Fulda eingegliedert.

## Bevölkerung

### Einwohnerstruktur 2011
Nach den Erhebungen des Zensus 2011 lebten am Stichtag dem 9. Mai 2011 in Gläserzell 1125 Einwohner. Darunter waren 33 (2,9 %) Ausländer. Nach dem Lebensalter waren 207 Einwohner unter 18 Jahren, 429 zwischen 18 und 49, 219 zwischen 50 und 64 und 270 Einwohner waren älter. Die Einwohner lebten in 492 Haushalten. Davon waren 135 Singlehaushalte, 126 Paare ohne Kinder und 159 Paare mit Kindern, sowie 54 Alleinerziehende und 18 Wohngemeinschaften. In 129 Haushalten lebten ausschließlich Senioren und in 294 Haushaltungen lebten keine Senioren.

### Einwohnerentwicklung
| • 1812: | 16 Feuerstellen, 111 Seelen |

| Gläserzell: Einwohnerzahlen von 1812 bis 2017 | Gläserzell: Einwohnerzahlen von 1812 bis 2017 | Gläserzell: Einwohnerzahlen von 1812 bis 2017 | Gläserzell: Einwohnerzahlen von 1812 bis 2017 | Gläserzell: Einwohnerzahlen von 1812 bis 2017 |
| --- | --------------------------------------------- | --------------------------------------------- | --------------------------------------------- | --------------------------------------------- |
| Jahr |                                               |                                               |                                               | Einwohner                                     |
| 1812 | 1812                                          |                                               | 111                                           | 111                                           |
| 1834 | 1834                                          |                                               | 126                                           | 126                                           |
| 1840 | 1840                                          |                                               | 120                                           | 120                                           |
| 1846 | 1846                                          |                                               | 138                                           | 138                                           |
| 1852 | 1852                                          |                                               | 136                                           | 136                                           |
| 1858 | 1858                                          |                                               | 134                                           | 134                                           |
| 1864 | 1864                                          |                                               | 145                                           | 145                                           |
| 1871 | 1871                                          |                                               | 116                                           | 116                                           |
| 1875 | 1875                                          |                                               | 109                                           | 109                                           |
| 1885 | 1885                                          |                                               | 100                                           | 100                                           |
| 1895 | 1895                                          |                                               | 105                                           | 105                                           |
| 1905 | 1905                                          |                                               | 106                                           | 106                                           |
| 1910 | 1910                                          |                                               | 107                                           | 107                                           |
| 1925 | 1925                                          |                                               | 109                                           | 109                                           |
| 1939 | 1939                                          |                                               | 130                                           | 130                                           |
| 1946 | 1946                                          |                                               | 180                                           | 180                                           |
| 1950 | 1950                                          |                                               | 171                                           | 171                                           |
| 1956 | 1956                                          |                                               | 165                                           | 165                                           |
| 1961 | 1961                                          |                                               | 198                                           | 198                                           |
| 1967 | 1967                                          |                                               | 1.064                                         | 1.064                                         |
| 1970 | 1970                                          |                                               | 1.108                                         | 1.108                                         |
| 1980 | 1980                                          |                                               | ?                                             | ?                                             |
| 1988 | 1988                                          |                                               | 1.316                                         | 1.316                                         |
| 2011 | 2011                                          |                                               | 1.125                                         | 1.125                                         |
| 2015 | 2015                                          |                                               | 1.139                                         | 1.139                                         |
| 2017 | 2017                                          |                                               | 1.139                                         | 1.139                                         |
| Datenquelle: Historisches Gemeindeverzeichnis für Hessen: Die Bevölkerung der Gemeinden 1834 bis 1967. Wiesbaden: Hessisches Statistisches Landesamt, 1968. Weitere Quellen: LAGIS; Stadt Fulda: 2012, 2015; Zensus 2011 |                                               |                                               |                                               |                                               |

### Historische Religionszugehörigkeit
| • 1885: | 06 evangelische (= 6,00 %), 94 katholische (= 94,00 %) Einwohner  |
| • 1961: | 16 evangelische (= 8,08 %), 182 katholische (= 91,92 %) Einwohner |

## Politik
Im Jahr 2016 wurde der 18-jährige Felix Statt zum Ortsvorsteher gewählt, womit Gläserzell den seinerzeit jüngsten Ortsvorsteher Hessens stellte. Am 4. Januar 2018 trat Statt zurück. Als neuer Ortsvorsteher wurde Roman Namyslo gewählt. Er wird vertreten von Alfred Hosenfeld. Insgesamt gehören 6 Männer und 1 Frau dem Ortsbeirat in Gläserzell an.

## Wappen
| Wappen von Gläserzell | Blasonierung: „Silber-grün geteilt, oben ein schwarzes durchgehendes Balkenkreuz, darunter ein silberner Glasschmelzofen mit einem roten Feuerloch und mit drei roten Entnahmeöffnungen, aus denen goldene Flammen schlagen.“                                                                  |
| Wappen von Gläserzell | Wappenbegründung: Das Wappen zeigt einen Glasofen, da das Dorf um eine Glashütte herum gegründet wurde. Der obere Teil zeigt das Kreuz des Fuldaer Klosters und verbindet das Wappen mit der Stadt Fulda. Das Wappen wurde der Gemeinde im Jahre 2019 verliehen. Davor führte sie kein Wappen. |

## Vereine
Die Herren-Fußballmannschaft des SV Gläserzell spielt in der A-Liga Fulda. Daneben besitzt der SVG weitere Sportabteilungen wie Tischtennis, Dart und Volleyball.
Die Damenmannschaft des SV Gläserzell wurde 2013 Hessenmeister und spielte ein Jahr in der Regionalliga Süd. 2015 wurde man erneut Hessenmeister, verzichtete jedoch auf den Aufstieg in die Regionalliga.

## Verkehr und Infrastruktur
In Gläserzell findet man eine Grundschule (Katharinenschule Gläserzell) und einen Kindergarten. Die Kirche St. Katharina liegt in der Ortsmitte. Der Radweg R1 führt an dem Fluss Fulda entlang und tangiert den Ort. Nächster Fernverkehrsbahnhof ist der Fuldaer Bahnhof.